# Partamona grandipennis
Partamona grandipennis är en biart som först beskrevs av Schwarz 1951.  Partamona grandipennis ingår i släktet Partamona och familjen långtungebin. Inga underarter finns listade i Catalogue of Life.